# Madrid Despierta
Madrid despierta fue un programa informativo matinal de la cadena autonómica Telemadrid, producido por Boomerang TV, que se emitió entre septiembre de 2014 y abril de 2016. Presentado por Vicente Gil y Cristina Sanz, proporcionaba, además de las noticias más destacadas del día, información de servicio público como el estado de las carreteras, el tiempo... Entre los contenidos de Madrid Despierta, destacaba la entrevista que se le realizaba a un personaje público y que era analizada por los contertulios.
El programa se realizaba en un plató en la torre Puerta de Europa, alquilado por Telemadrid .
- Datos: Q18420141